# Gagnepainia
Genre
Classification APG III (2009)
Gagnepainia est un genre de plantes à fleurs de la famille des Zingiberaceae originaire du sud-est asiatique. On en connaît actuellement trois espèces.
Karl Moritz Schumann en fit la description en 1904 dans "Das Pflanzenreich. Regni vegetabilis conspectus" de Adolf Engler (1900), en dédiant le genre à François Gagnepain, botaniste français.

## Liste d'espèces
Selon World Checklist of Selected Plant Families (WCSP) (17 juil. 2010)
- Gagnepainia godefroyi (Baill.) K.Schum. (1904)
- Gagnepainia harmandii (Baill.) K.Schum. (1904)
- Gagnepainia thoreliana (Baill.) K.Schum. (1904)

Selon NCBI (17 juil. 2010)
- Gagnepainia godefroyi
- Gagnepainia harmandii
- Gagnepainia thoreliana